# Cyclopinidae
Cyclopinidae – rodzina widłonogów należąca do rzędu Cyclopoida, opisana w 1913 roku przez norweskiego hydrozoologa Georga Ossiana Sarsa. Żyją w morskich, słonawych wodach często przy ujściach rzek. Maksymalna głębokość ich występowania to około 1670 metrów. Obserwowane w wodach opływających wszystkie kontynenty.

## Podział systematyczny
Do rodziny Cyclopinidae należą następujące rodzaje:
- Afrocyclopina Wells, 1967 – jedynym przedstawicielem jest Afrocyclopina platypus Wells, 1967
- Allocyclopina Kiefer, 1954
- Arenocyclopina Krishnaswamy, 1957 – jedynym przedstawicielem jest Arenocyclopina biarticulata Krishnaswamy, 1957
- Cryptocyclopina Monchenko, 1979
- Cyclopidina Steuer, 1940 – jedynym przedstawicielem jest Cyclopidina euacantha (Sars G.O., 1918)
- Cyclopina Claus, 1863
- Cyclopinopsis Smirnov, 1935
- Cyclopinotus Monchenko, 1989 – jedynym przedstawicielem jest Cyclopinotus eximius (Monchenko, 1982)
- Heterocyclopina Plesa, 1968
- Indocyclopina Wells, 1967 – jedynym przedstawicielem jest Indocyclopina langi (Krishnaswamy, 1957)
- Koreacyclopina Karanovic, 2021 – jedynym przedstawicielem jest Koreacyclopina wellsi Karanovic, 2021
- Mexiclopina Suárez-Morales & Almeyda-Artigas, 2015 – jedynym przedstawicielem jest Mexiclopina campechana Suárez-Morales & Almeyda-Artigas, 2015